# Talbot-Lago T23
La T23 è un'autovettura di lusso prodotta dal 1936 al 1939 dalla casa automobilistica anglo-francese Talbot-Lago.

## Profilo
La T23 è una delle Talbot-Lago più note per via delle sue linee molto fluide disegnate da validissimi carrozzieri dell'epoca. Prodotta nella seconda metà degli anni trenta, fu realizzata come cabriolet, coupé, berlina o anche limousine. Per quanto riguarda le dimensioni, gli esemplari prodotti variavano dall'uno all'altro, anche perché spesso cambiava la stessa misura del passo. Quest'ultimo era infatti previsto in tre misure differenti: la più piccola era di 2.95 m, l'intermedia era di 3.20, mentre la più grande era di 3.45 metri. Il telaio con passo più corto era utilizzato per le coupé e le cabriolet, mentre gli altri due erano utilizzati rispettivamente per le berline e le limousine.
La T23 era disponibile in due motorizzazioni e in tre livelli di potenza massima.
Partendo dal basso troviamo un 6 cilindri da 3001 cm³ in grado di sviluppare 90 CV di potenza massima e di spingere la vettura a 130 km/h di velocità massima.
La seconda motorizzazione era derivata dalla precedente, opportunamente rialesata. Si trattava quindi sempre di un 6 cilindri, ma da 3996 cm³ di cilindrata. I livelli di potenza massima erano due, a seconda che il motore fosse alimentato da un carburatore monocorpo o doppio corpo. Nel primo caso, la potenza massima era di 105 CV, mentre nel secondo caso si saliva a 115 CV. Nel primo caso, la velocità massima saliva a 140 km/h, mentre nel secondo si arrivava a quasi 150 km/h.
La trazione era posteriore, mentre il cambio era manuale a 4 rapporti.